# Campionato mondiale maschile di pallamano 1954
Il campionato mondiale maschile di pallamano 1954 è stato la seconda edizione del massimo torneo di pallamano per squadre nazionali maschili, organizzato dalla International Handball Federation (IHF). Il torneo si è disputato dal 13 al 17 gennaio 1954 in Svezia, in sette impianti. Vi hanno preso parte sei rappresentative nazionali, tutte provenienti dall'Europa. Il torneo è stato vinto per la prima volta dalla Svezia, che in finale ha sconfitto la Germania.

## Formato
Le sei nazionali partecipanti sono state suddivise in due gironi da tre squadre ciascuno con la formula del girone all'italiana di sola andata. In base alla posizione in classifica, sono state disputate le finali per l'assegnazione del titolo e per i piazzamenti.

## Impianti
Il torneo viene disputato in sette sedi.

## Qualificazioni
Alle qualificazioni hanno preso parte dieci squadre nazionali, tutte europee, che si sono affrontate in un play-off per la definizione delle cinque squadre qualificate alla fase finale.

## Squadre partecipanti
| Pr. | Squadra        | Data di qualificazione certa | Partecipante in quanto  | Ultima presenza |
| --- | -------------- | ---------------------------- | ----------------------- | --------------- |
| 1   | Svezia         | ?                            | Nazione organizzatrice  | Germania 1938   |
| 2   | Germania       | 28 novembre 1953             | Vincitrice dei play-off | Germania 1938   |
| 3   | Danimarca      | 9 dicembre 1953              | Vincitrice dei play-off | Germania 1938   |
| 4   | Cecoslovacchia | 11 dicembre 1953             | Vincitrice dei play-off | Esordiente      |
| 5   | Svizzera       | 12 dicembre 1953             | Vincitrice dei play-off | Esordiente      |
| 6   | Francia        | 13 dicembre 1953             | Vincitrice dei play-off | Esordiente      |

## Turno preliminare

### Girone A

#### Classifica
| Pos. | Squadra        | Pt | G | V | N | P | GF | GS | DR  |
| ---- | -------------- | -- | - | - | - | - | -- | -- | --- |
| 1.   | Svezia         | 4  | 2 | 2 | 0 | 0 | 39 | 22 | +17 |
| 2.   | Cecoslovacchia | 2  | 2 | 1 | 0 | 1 | 32 | 36 | -4  |
| 3.   | Danimarca      | 0  | 2 | 0 | 0 | 2 | 21 | 34 | -13 |

#### Risultati
| Göteborg 13 gennaio 1954 | Svezia | 16 – 8 (7-5) | Danimarca |  |

| Jönköping 14 gennaio 1954 | Cecoslovacchia | 18 – 13 (9-8) | Danimarca |  |

| Örebro 15 gennaio 1954 | Svezia | 23 – 14 (10-65) | Cecoslovacchia |  |

### Girone B

#### Classifica
| Pos. | Squadra  | Pt | G | V | N | P | GF | GS | DR  |
| ---- | -------- | -- | - | - | - | - | -- | -- | --- |
| 1.   | Germania | 4  | 2 | 2 | 0 | 0 | 47 | 13 | +34 |
| 2.   | Svizzera | 1  | 2 | 0 | 1 | 1 | 20 | 31 | -11 |
| 3.   | Francia  | 1  | 2 | 0 | 1 | 1 | 15 | 38 | -23 |

#### Risultati
| Kristianstad 13 gennaio 1954 | Germania | 27 – 4 (12-1) | Francia |  |

| Malmö 14 gennaio 1954 | Svizzera | 11 – 11 (3-2) | Francia |  |

| Lund 15 gennaio 1954 | Germania | 20 – 9 (10-5) | Svizzera |  |

## Finale 5º posto
| Växjö 16 gennaio 1954 | Danimarca | 23 – 11 (9-3) | Francia |  |

## Finale 3º posto
| Göteborg 17 gennaio 1954 | Cecoslovacchia | 24 – 11 (13-4) | Svizzera |  |

## Finale
| Göteborg 17 gennaio 1954 | Svezia | 17 – 14 (8-5) | Germania |  |

## Classifica finale
| Pos.    | Nazione        |
| ------- | -------------- |
| Oro     | Svezia         |
| Argento | Germania       |
| Bronzo  | Cecoslovacchia |
| 4       | Svizzera       |
| 5       | Danimarca      |
| 6       | Francia        |